# Instytut Etnologii i Antropologii Kulturowej Uniwersytetu Wrocławskiego
Instytut Etnologii i Antropologii Kulturowej Uniwersytetu Wrocławskiego (IEiAK) – jednostka dydaktyczno-naukowa należąca do struktur Wydziału Nauk Historycznych i Pedagogicznych Uniwersytetu Wrocławskiego.

## Historia IEiAK we Wrocławiu
Historia IEiAK rozpoczęła się w 1946 roku. Po uruchomieniu Uniwersytetu Wrocławskiego, utworzono przy nim Zakład Etnologiczny. Organizacją wrocławskiej etnologii zajął się etnograf oraz znawca sztuki ludowej Roman Reinfuss. Głównym obszarem badawczym Zakładu miała być specyfika i przemiany kulturowe przesiedlonych na Śląsk grup ludności różnego pochodzenia. W 1948, po rezygnacji kierującego Zakładem Etnografii Reinfussa zawieszono działalność aż do 1950 roku, kiedy kierownikiem reaktywowanej Katedry Etnografii został Adolf Nasz.
Za sprawą przeniesienia z Poznania do Wrocławia Polskiego Atlasu Etnograficznego Polskiej Akademii Nauk w 1953 roku wzrosło znaczenie tego ośrodka badań etnograficznych.
Od 1956 roku, w Katedrze Etnografii istniały dwa Zakłady: Etnografii Ogólnej i Słowian oraz Etnografii Polski, w 1960 roku przekształcono je w dwie oddzielne Katedry: Etnografii Polski oraz Etnografii Ogólnej i Słowian.
W 1965 roku kierownikiem Katedry Etnografii Ogólnej i Słowian został Aleksander Lech Godlewski, poszerzając jej zainteresowania badawcze na problematykę pozaeuropejską, głównie dotyczącą Australii i Oceanii. Podział na dwie katedry zakończył się w 1969 r., wtedy ponownie połączono je w jedną Katedrę Etnografii, której kierownictwo powierzono Aleksandrowi Lechowi Godlewskiemu.
W 1972 roku kierownikiem Katedry Etnografii został Adolf Nasz, rok później po jego śmierci, kierownictwo przejęła Dorota Simonides, następnie Edward Pietraszek, socjolog i historyk. Po 1974 roku problematyka badawcza podejmowana na katedrze i obejmująca badania terenowe dotyczyła także: Bałkanów, Rumunii, Pokucia czy pogranicza polsko-niemieckiego, oraz zagadnienia folkloru, sztuki ludowej, etnobotaniki i fitoterapii w medycynie ludowej.
Druga połowa lat 70. i lata 80. to czas intensywnej działalności Studenckiego Koła Naukowego Etnografów, które prowadziło badania między innymi wśród Polaków na Bukowinie.
W 1994 roku zmieniono nazwę jednostki na Katedra Etnologii, w 2002 na Katedra Etnologii i Antropologii Kulturowej, a w 2023 przemianowano ją na Instytut Etnologii i Antropologii Kulturowej.

## Instytut Etnologii i Antropologii Kulturowej Uniwersytetu Wrocławskiego obecnie
Obecnie IEiAK kształci studentów na studiach licencjackich I stopnia (limit przyjęć 60 miejsc), magisterskich II stopnia (limit przyjęć 40 miejsc) oraz studiach doktoranckich III stopnia. Od 2000 roku katedra wydaje czasopismo naukowe „Zeszyty Etnologii Wrocławskiej” (ISSN 1642-0977), a od 2007 czasopismo „Tematy z Szewskiej” (ISSN 1898-3901). Działa Studenckie Koło Naukowe Etnologów.

### Władze
- dr hab. Monika Baer – dyrektorka IEiAK[6]